# Sebastiansaltar (Stift St. Florian)

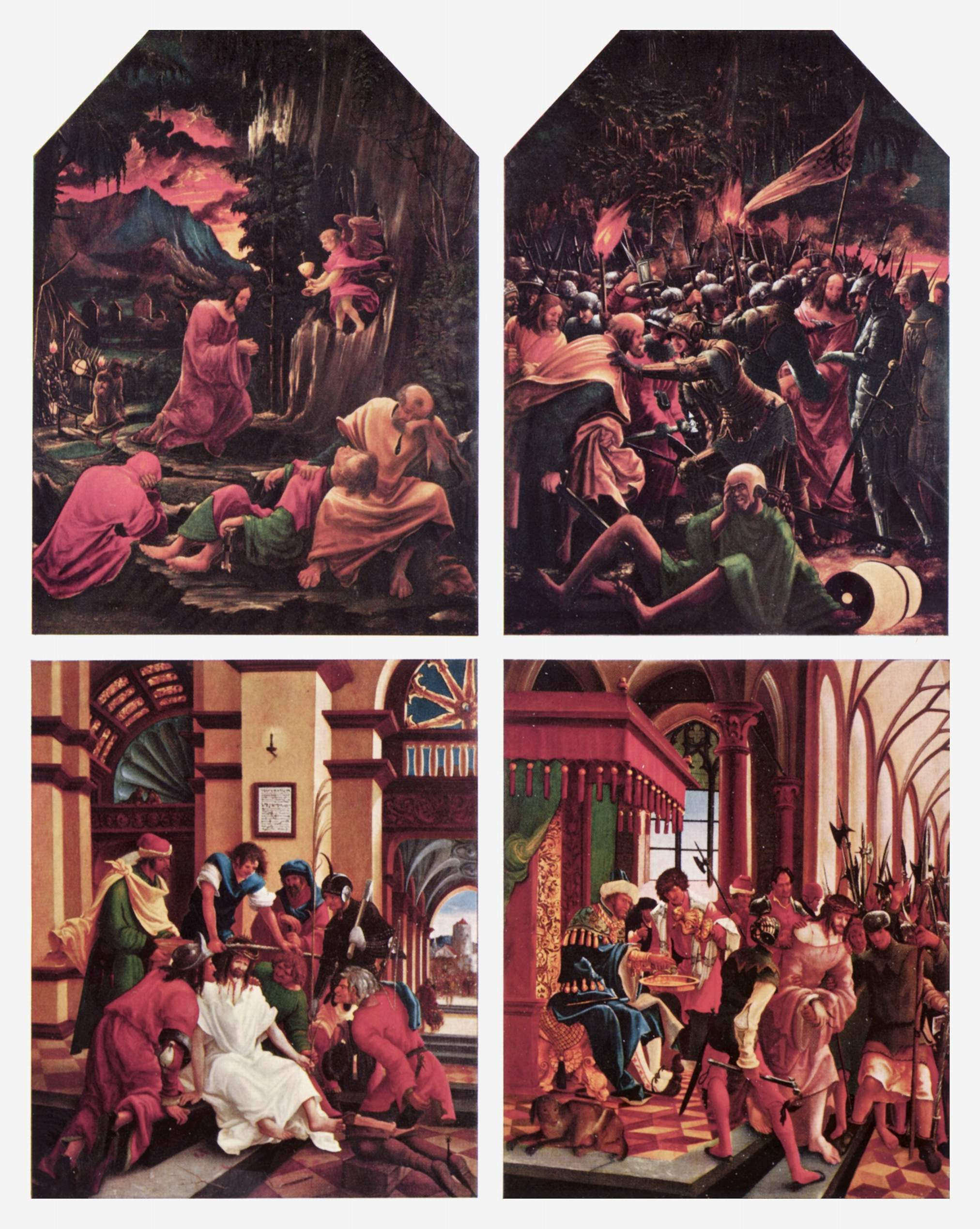
Bildertafel vom Sebastiansaltar

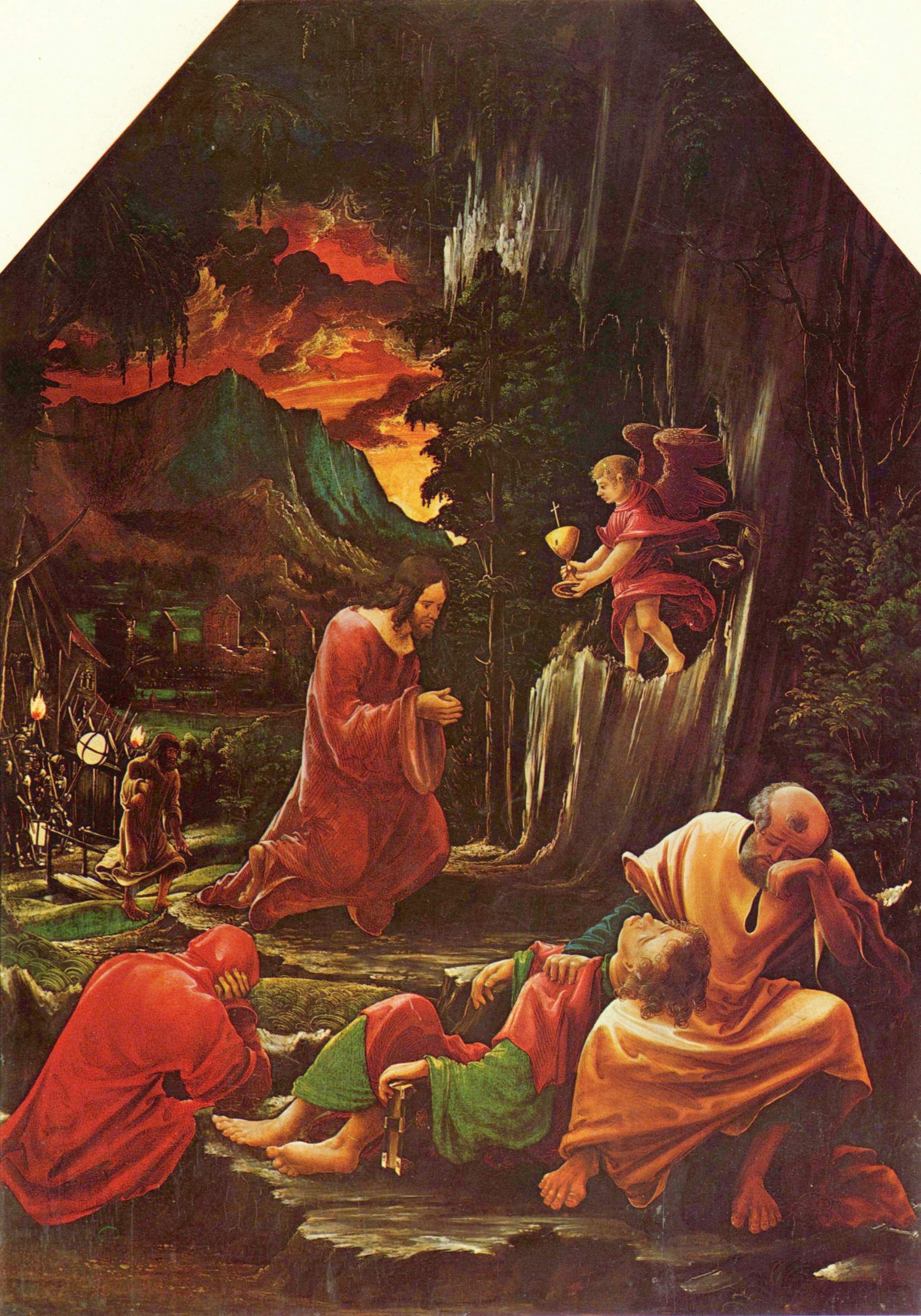
Christus am Ölberg

Der Sebastiansaltar (oder kürzer Sebastianaltar) des Stiftes Sankt Florian in Oberösterreich war ein zwischen 1509 und 1518 zu Ehren des heiligen Sebastian geschaffener spätgotischer Flügelaltar, von dem noch die Bildtafeln erhalten sind. Der Bilderzyklus des Regensburger Malers Albrecht Altdorfer gilt als eines der Hauptwerke der Donauschule. Die 12 erhaltenen Gemälde, die sich in der Kunstsammlung des Stiftes St. Florian befinden, werden allgemein ebenfalls kurz als Sebastiansaltar bezeichnet. Vier Bilder mit der Lebensgeschichte des hl. Sebastian und 8 Bilder mit der Passion Jesu befanden sich ursprünglich auf den Innen- und Außenseiten der Altarflügel.

## Geschichte
Der im Jahr 1508 neu gewählte Florianer Propst Peter Maurer gab Albrecht Altdorfer den Auftrag zur Errichtung eines doppelflügeligen Altars.
Die Altarmensa im nördlichen Seitenschiff der Stiftskirche wurde bereits am 26. April 1509 vom Passauer Weihbischof Bernhard Meurl von Leombach geweiht, als das Retabel noch im Entstehen war.
Als erstes Gemälde entstand wahrscheinlich das Gebet am Ölberg, zu dem sich in Berlin eine deutlich abweichende, 1509 datierte Entwurfszeichnung Altdorfers erhalten hat.
Bis etwa 1518 folgten die weiteren Bilder.
Die letzte Zeitbestimmung um den Sebastiansaltar überliefert eine reich verzierte Urkundenlade, die 1522 für die Ablassbriefe des Altars geschaffen
wurde.
Der Aufbau des Flügelaltars ähnelte wohl dem Pulkauer Flügelaltar, der nur wenige Jahre später entstand, aber als Vergleich dienen kann.
Im Schrein standen die überlebensgroßen Skulpturen des heiligen Sebastian, Florian und Leopold.
Die Predella enthielt wahrscheinlich ebenfalls geschnitzte Figuren sowie die vier erhaltenen Predellenbilder auf zwei beweglichen, kleinen Flügeln.
Der Schrein und die Predella des Flügelaltars gingen wohl mit dem Neubau der Stiftskirche ab 1686 verloren.

## Bilderzyklus

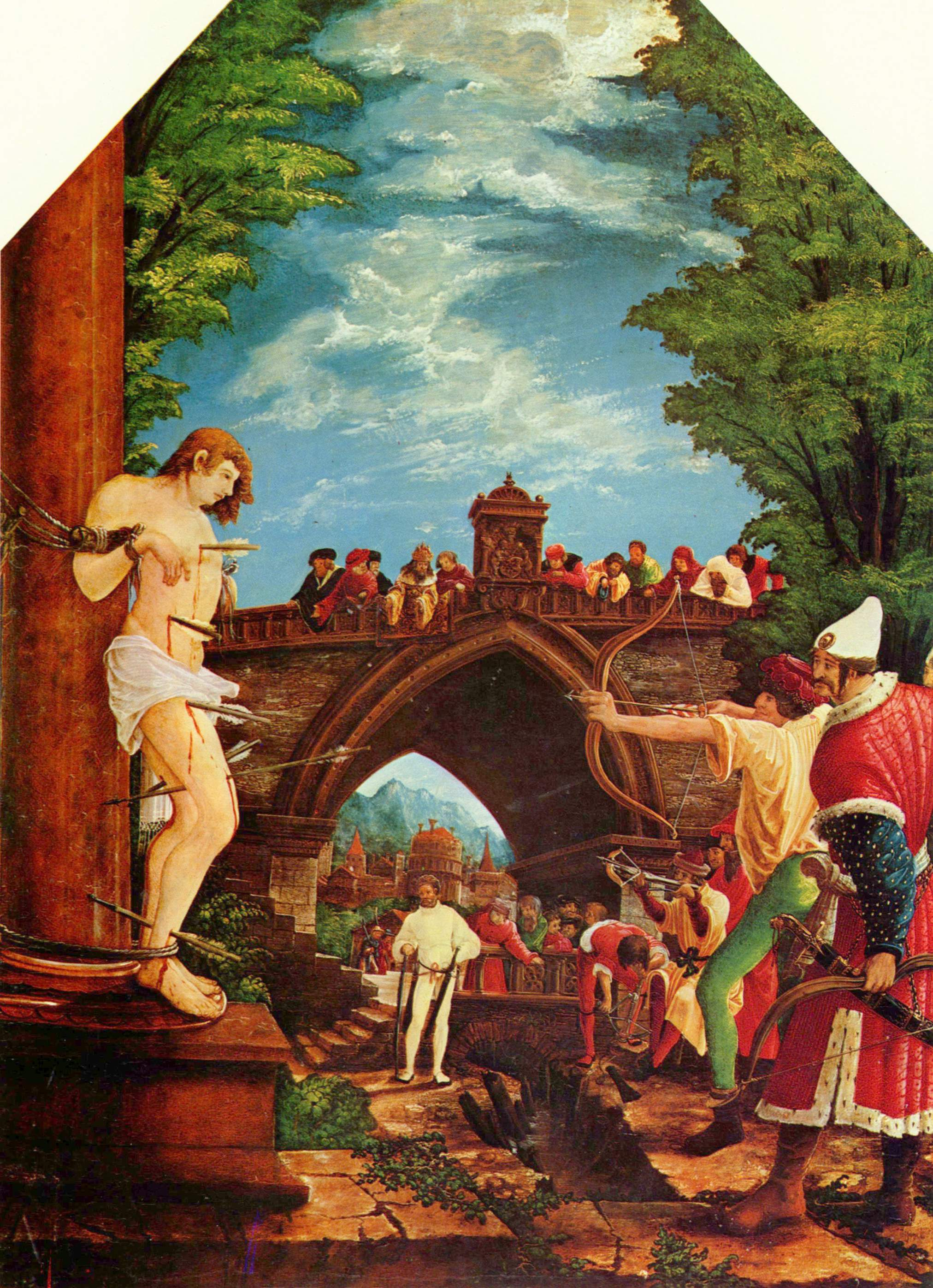
Martyrium des hl. Sebastian

Der Sebastianszyklus umfasst folgende Bilder:
- Verhör des hl. Sebastian vor Kaiser Diokletian
- Martyrium des hl. Sebastian mit Pfeilen
- Erschlagung des hl. Sebastian
- Auffindung des Leichnams des hl. Sebastian

Die Passion Jesu umfasst folgende Bilder:
- Christus am Ölberg
- Gefangennahme Christi
- Christus vor Kaiphas
- Geißelung Christi
- Dornenkrönung Christi
- Handwaschung des Pilatus
- Kreuztragung Christi
- Kreuzigung Christi

Die beiden Predellentafeln mit den Darstellungen Grablegung Christi und Auferstehung Christi befinden sich heute im Kunsthistorischen Museum Wien (Inv.-Nr. 6427 und 6796).
Die restlichen beiden Predellenbilder stellen die heiligen Margareta und Barbara und den Stifter, Propst Peter Maurer, dar. Aufgrund stilistischer Unterschiede und abweichender Tafel-Abmessungen wurde erstmals Ende des 19. Jahrhunderts die Zugehörigkeit dieser Predellenbilder zu Altdorfers Bilderzyklus angezweifelt.
Der Sebastianszyklus und die Passion Jesu können im Stift Sankt Florian besichtigt werden.